# عصمة قرآنية
العصمة القرآنية هي مصطلح عقائدي إسلامي يعني تكفل الله بحفظ القرآن الكريم وتنزيهه عن كل تحريف أو تغيير أو تبديل فهو كما أنزله على نبيه محمد وكما أوحاه عليه جبريل.